# Tabla de rangos del Imperio ruso

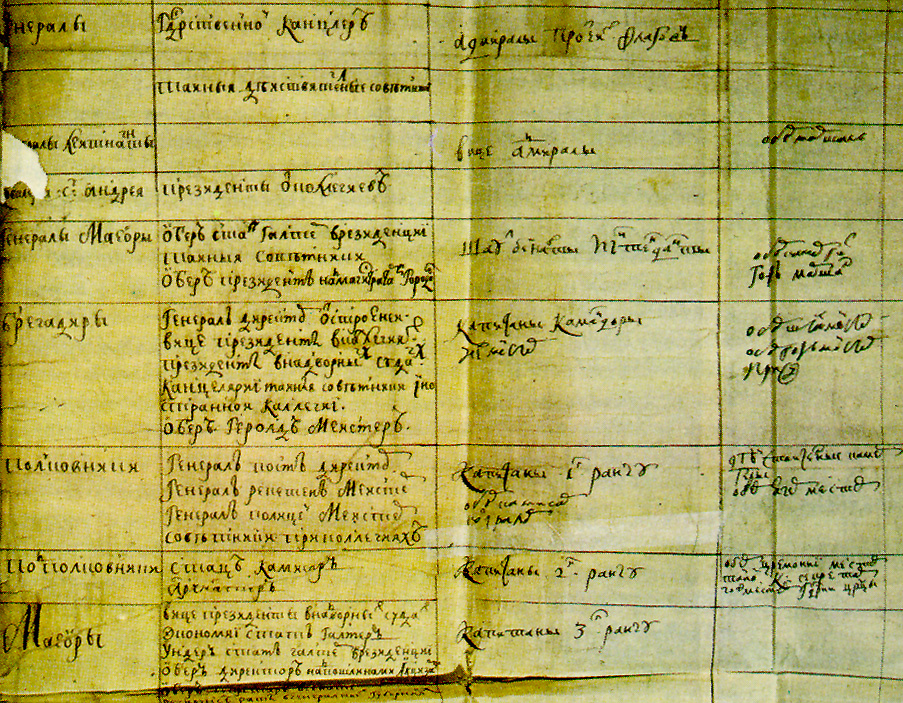
Tabla de rangos.

La Tabla de rangos (en ruso: Табель о рангах; Tábel o rángaj) era un listado oficial de cargos y puestos pertenecientes al ámbito militar, al gobierno y a la corte de la Rusia imperial. Fue introducida en 1722 por Pedro el Grande en su pugna contra el poder de los boyardos, la nobleza hereditaria de la época. La Tabla fue abolida por el gobierno bolchevique el 11 de noviembre de 1917.
La tabla de rangos determinaba la posición y el estado de una persona tomando como base los servicios al Zar, y no su origen social o su procedencia. La tabla estaba compuesta por 14 rangos, según la formación o la capacidad de los individuos (funcionarios, militares, juristas, académicos, eclesiásticos). Los 5 rangos superiores concedían la nobleza hereditaria; los rangos 6.º, 7.º y 8.º otorgaban nobleza vitalicia (el padre de Lenin pertenecía al sexto rango como administrador educativo) y los restantes rangos concedían los derechos y privilegios nobiliarios mientras se ejerciese el cargo. En el ámbito de la administración, se ascendía cada 4 años, pero era difícil poder ascender a los rangos superiores sin relaciones familiares (nobiliarias) o en la Corte. Con el paso de los años, los rangos superiores fueron acaparados por personas procedentes de la gran nobleza terrateniente.
La tabla de rangos sobrevivió hasta la revolución rusa de 1917. En 1914, la nobleza rusa estaba compuesta por casi 1.900.000 de personas (1,1% de la población), que acaparaban todos los puestos de la administración, las fuerzas armadas y la diplomacia. La nobleza hereditaria representaba alrededor del 68.4% del total (1.300.000 personas).

## Organización de la Tabla
| Clase (K) | Esclafon del servicio civil                                    | Escalafón del oficial militar | Escalafón del oficial militar | Escalafón del rangos del corte | Escalafón eclesiástico  |                                               |
| Clase (K) | Esclafon del servicio civil                                    | Escalafón en la Ejército y Servicio Aéreo | Escalafón Naval | Escalafón del rangos del corte | Escalafón eclesiástico  |                                               |
| --------- | -------------------------------------------------------------- | --- | --- | --- | ----------------------- | --------------------------------------------- |
| K1        | - Canciller Imperial - Regidor privado en activo de 1.ª classe | Mariscal General | Almirante general | sin equivalencia | Obispo Metropolitano    | Clérigos Negros de los monasterios ortodoxos  |
| K-2       | - Regidor privado en activo - Vicecanciller                    | - General de la infantería (-1763, 1796-) - General de la caballería (-1763, 1796-) - General Feldzeugmeister (-1763) - General en Jefe (1763-1796) - General de la Artillería (1796-) - Ingeniero General (1796-) | Almirante | - Chambelán superior - Ober-Hofmarschall - Ober-Stallmeister (1766-) - Maestro de la caza superior - Ober-Hofmeister (1760-) - Ober-Cup-bearer (1762-)          | Arzobispo               | Clérigos Negros de los monasterios ortodoxos  |
| K-3       | Regidor privado                                                | Teniente general, General de división | Vicealmirante | - Ober-Stallmeister (-1766) - Hofmarschall (1742-) - Hofmeister - Stallmeister - Maestro de la caza - Maestre de ceremonias mayor (1796-) - Ober-Carver (1856-) | Obispo                  | Clérigos Negros de los monasterios ortodoxos  |
| K-4       | Regidor de estado en funciones                                 | Mayor general, General de brigada | Contraalmirante | - Ober-Hofmeister (-1760) - Chambelan (1737-1809) | Archimandrita           | Clérigos Negros de los monasterios ortodoxos  |
| K-5       | Regidor de estado                                              | Brigadier (-1796) | Capitán commodoro Capitán brigadier | - Ober-Cup-bearer (-1762) - Chamber-Junker (1742-1809) - Maestre de ceremonias (1796-)                                                                          | Higúmeno                | Clérigos Negros de los monasterios ortodoxos  |
| K-5       | Regidor de estado                                              | Brigadier (-1796) | Capitán commodoro Capitán brigadier | - Ober-Cup-bearer (-1762) - Chamber-Junker (1742-1809) - Maestre de ceremonias (1796-)                                                                          | Protopresbítero         | Clérigos blancos de los monasterios ortodoxos |
| K-6       | Regidor colegial                                               | - Coronel - Ober-krigskomissar (-1868) | Capitán de navío | - Hofmarschall (-1742) - Chamber-Furir (1742-1884) - Chamber-Junker (1737-1742) - Chambelán (-1737)                                                             | Presbítero, Protoiereus | Clérigos blancos de los monasterios ortodoxos |
| K-7       | Regidor de casa imperial                                       | - Teniente coronel (infantería) - Voyskovoy starshina (Cosacos desde 1884-) - Krigskomissar (-1868) | Capitán de fragata | sin equivalencia | Iereus                  | Clérigos blancos de los monasterios ortodoxos |
| K-8       | Asessor colegial                                               | - Mayor de segunda/mayor de primera (1731-1798) - Mayor (infantería 1798-1884) - Capitán (infantry 1884-1917) - Rótmistr (cavalry 1884-1917) - Voyskovoy starshina (Cossacks 1796-1884) - Yesaul (Cossacks 1884-)  | - Capitán de corbeta (1722-1764) - Capitán teniente (1907-1911) - Teniente de navío 1912-)                                                                         | Chambelan Titular (-1771) | Protodiacono            | Clérigos blancos de los monasterios ortodoxos |
| K-9       | Titular councillor (Tituliarny sovétnik)                       | - Capitán primero (infantería 1722-1884) - Capitán segundo (infantería 1884-) - Rótmistr (cavalry 1798-1884) - Segundo rotmistr (1884-) - Esaul (Cossacks 1798-1884) - Podesaul (Cossacks 1884-)                   | - Maestre de galera (-1826) - Kapitan-poruchik (1764-1796) - Capitán teniente (1798-1884) - Teniente de fragata (1884-1906, 1912-) - Teniente de navío (1907-1911) | - Chamber-Junker (-1737) - Hof-Furir | Diácono                 | Clérigos blancos de los monasterios ortodoxos |